# Даунтаун
Даунтаун (енгл. downtown; у слободном преводу: „центар града”, „средиште града” или „пословни центар града”) термин је који најчешће користе енглески говорници на простору Северне Америке, а односи се на трговачко, културно, често и историјско, политичко и географско срце града. Одликује га велики број високих зграда и културних институција а често представља и конвергенцију аутобуских линија и железничког транзита. Даунтаун се у остатку света назива просто „градским центром”.

## Историја

### Порекло
Први цитат Оксфордског енглеског речника за „доун таун“ или „доунтаун“ датира из 1770. године, у односу на центар Бостона. Неки тврде да је термин „центар града“ скован у Њујорку, где је био у употреби до 1830-их за означавање првобитног града на јужном делу острва Менхетн. Како је варош Њујорк прерастала у град, једини правац у коме је град могао да расте на острву био је према северу, полазећи узводно од првобитног насеља, а терминологија „горе“ и „доле“ потиче од уобичајеног дизајна мапе у којој је горе био север, а доле југ. Дакле, све што је северно од првобитног града постало је познато као „аптаун“ (Горњи Менхетн), и генерално је то било стамбено подручје, док је првобитни град – који је у то време био и једини главни пословни центар Њујорка – постао познат као „даунтаун“ (Доњи Менхетн).

Током касног 19. века, овај термин су постепено усвајали градови широм Сједињених Држава и Канаде у контексту историјског језгра града, које је најчешће било исто као и комерцијално срце града. Ширио се и „аптаун“, али у знатно мањој мери. У оба случаја, међутим, усмереност обе речи је изгубљена, тако да се становник Бостона може рећи да иде у „даунтаун“, иако је то северно од места где се налази. 
Даунтаун се налазио на југу у Детроиту, али на северу у Кливленду, на истоку у Сент Луису, а на западу у Питсбургу. У Бостону, истакао је становник 1880. године, центар града био је у центру града. Аптаун је био северно од центра града у Синсинатију, али јужно од центра града у Њу Орлеансу и Сан Франциску.
Приметно је да „даунтаун“ није био укључен у речнике све до 1880-их. Али до раних 1900-их, „доунтаун“ је јасно успостављен као прави термин у америчком енглеском за централну пословну четврт града, иако је та реч била практично непозната у Британији и Западној Европи, где су кориштени изрази попут „city centre“ (британски енглески), „el centro” (шпански), „das Zentrum” (немачки) итд. Још почетком 20. века, енглески путописци су сматрали потребним да својим читаоцима објасне шта значи „даунтаун“.
Иако су америчким центрима недостајале законски дефинисане границе и често су били делови неколико одељења које је већина градова користила као свој основни функционални округ, лоцирање центра града није било тешко, јер је то било место где су се спајале све уличне железнице и надземне пруге, и – барем на већини места – где су били железнички терминали. То је била локација великих робних кућа и хотела, као и позоришта, клубова, кабареа и плесних сала, и где су изграђени небодери када је та технологија усавршена. Такође је често, у почетку, био једини део града који је био електрификован. То је такође било место где је улична гужва била највећа, проблем за који никада није пронађено решење.
Центар града је пре свега био место где је град пословао. Унутар његових малих насеља, понекад тако малих и садрже свека неколико стотина акра, одвијала би се већина трговине, продаје и куповине – малопродаје и велепродаје – у целом подручју. Постојали су пословни центри и на другим местима широм града и околине, али центар града је био главни, заиста централни пословни округ. Како се све више послова обављало у центру града, они који су тамо имали своје домове постепено су протеривани, продавали су своју имовину и селили се у мирнија стамбена подручја ван центра града.

### Небодери
Небодер би постао заштитни знак центра града. Пре проналаска лифта – а касније и брзог лифта – зграде су биле ограничене по висини на око шест спратова, што је била де факто граница постављена количином степеница. Претпостављало се да би се људи пењали на веће висине, али са лифтом. Та граница је разбијена и почеле су да се граде зграде до шеснаест спратова. Оно што их је тада ограничавало била је дебљина зида која је потребна у подножју да издржи тежину зграде изнад ње. Како су зграде постајале све више, дебљина зида и простор потребан за лифтове нису омогућавали довољно простора за изнајмљивање да би зграда била исплатива. Оно што је разбило то ограничење је проналазак прво гвоздене, а затим челичне конструкције, у којој је терет зграде носио унутрашњи скелет металног оквира, са којег су зидови – а касније и стакло – једноставно висили без ношења икакве тежине.
Иако се први пут користио у Чикагу, небодер са челичним оквиром најбрже је заживео у Њујорку током 1880-их, а одатле се проширио на већину других америчких градова 1890-их и 1900-их. Очигледни недостатак висинског ограничења ове врсте објеката покренуо је жестоку расправу о томе да ли њихова висина треба да буде ограничена законом, при чему су заговорници и противници ограничења висине износили бројне аргументе у прилог свом ставу. Питање ограничења висине такође је имало дубоке импликације на природу самог центра града: да ли ће оно и даље бити концентрисано језгро, или ће га, како је растао, висинске границе присилити да се прошири на веће подручје. Краткорочно гледано, заговорници ограничења висине били су успешни у својим настојањима. До 1910-их, већина највећих и средњих градова је имала ограничења висине на снази, а Њујорк – упркос неколико заједничких напора да се она уведу – Филаделфија, Детроит, Питсбург и Минеаполис су били значајни противници.

### Зонирање
Ултиматно, међутим, не би ограничења висине сама по себи ограничавала небодере, већ свеобухватни закони о зонирању који би поставили посебне захтеве за различите делове града, и који би регулисали не само висину, већ и запремину зграде, проценат коришћене парцелу и количину светлости коју је зграда блокирала, а такође би подстицани застоји како би се смањила запремина зграде дозвољавајући додатну висину по стопи, при чему је тачна количина била зависна од тога у којој зони се зграда налази. Њујорк је први који ово спровео, са Резолуцијом о зонама из 1916. године, која је добрим делом била подстакнута изградњом Еквитабл зграде 1915, зграде од 40 спратова са равним странама и без застоја, што је изазвало страх да ће центар града постати лавиринт мрачних улица која никада ниће видети сунце. Што је још горе, барем по интересе некретнина, зграда је ставила 1,2 милиона квадратних стопа (111.000 м²) пословног простора на оно што је било тромо тржиште некретнина. За многе у индустрији некретнина, закон о зонирању био је пример „разумног ограничења“.
Након што је Њујорк усвојио закон, уследили су други градови, иако су предложене мере зонирања наишле на јак отпор на неким местима, често због укључивања превише рестриктивних ограничења висине, а понекад и зато што је цео концепт зонирања виђен као недемократски и на граници са социјализам. Коначно, модел закона, Стандардни државни закон о зонирању из 1922. године је састављен за смернице градовима који желе да донесу прописе о зонирању, који је сада део практично сваког америчког града.

### Централни пословни округ
Током касног 19. и раног 20. века, даунтаун је био пословни кварт америчког града, али почевши око 1920-их и 1930-их, како су градови наставили да расту по величини и броју становника, ривалски пословни округи почели су да се појављују изван центра града у периферији. То је било време када је термин „централни пословни округ“ почео да се појављује као мање-више синоним за центар града. Ова фраза је признавала постојање других пословних округа у граду, али је центру додељивала примат да буде „централни“, не само географски, у многим градовима, већ и по важности. У многим случајевима, даунтаун или централни пословни округ, сам по себи је почео да расте, као на пример на Менхетну где су пословни округ доњег Менхетна и новији у центру града почели да расту једно према другом, или у Чикагу, где се даунтаун проширио од петље преко реке Чикаго до авеније Мичиген. Заправо, нестабилност центра града је била разлог за забринутост за пословне интересе и интересе некретнина, пошто је пословни кварт одбио да остане тамо где је био, и променио је своју локацију као одговор на бројне факторе, иако је генерално остао прилично компактан – током раних 1930-их, чак и највећи су заузимали мање од 2% градског простора, а већина је била знатно мања – и остао је примарна пословна четврт града.
Интереси некретнина су имали посебан разлог за забринут због тенденције померања доунтауна јер је центар града имао далеко највећу вредност земљишта у сваком граду. Један коментатор је рекао да када би се вредности земљишта у Чикагу приказале као висина на рељефној мапи, Петља би била еквивалентна врховима Хималаја у поређењу са остатком града. Године 1926, централна пословна четврт Чикага, која је заузимала мање од 1% града, имала је 20% вредности градског земљишта. Исти однос важио је у Сент Луису средином 20-их (20%) и Лос Анђелесу почетком 1930-их (17%). Дакле, када је центар града почео да мења своју локацију, неки власници некретнина су морали да изгубе много новца, док би други могли да добију.

## Галерија
- Даунтаун Чикага, трећи најнасељенији даунтаун у САД.
- Даунтаун Торонта, илити центар Торонта, Канада.
- Даунтаун Монтреала, Канада.